# Нова Воля (гміна Русець)
Нова Воля (пол. Nowa Wola) — село в Польщі, у гміні Русець Белхатовського повіту Лодзинського воєводства.
Населення — 227 осіб (2011).
У 1975-1998 роках село належало до Серадзького воєводства.

## Демографія
Демографічна структура станом на 31 березня 2011 року:
|          | Загалом | Допрацездатний вік | Працездатний вік | Постпрацездатний вік |
| -------- | ------- | ------------------ | ---------------- | -------------------- |
| Чоловіки | 112     | 24                 | 70               | 18                   |
| Жінки    | 115     | 26                 | 61               | 28                   |
| Разом    | 227     | 50                 | 131              | 46                   |